# Chrysolina medogana
Chrysolina medogana é uma espécie de artrópode pertencente à família Chrysomelidae.